# Антоле (Белуно)
Антоле (итал. Antole) је насеље у Италији у округу Белуно, региону Венето.
Према процени из 2011. у насељу је живело 71 становника. Насеље се налази на надморској висини од 491 м.